# Discografia de RM
O rapper sul-coreano RM (anteriormente Rap Monster) lançou um álbum de estúdio, duas mixtapes e 19 singles (sendo 12 como artista participante). Ele já gravou com uma variedade de artistas ao longo de sua carreira, incluindo Warren G, MFBTY, Primary, Wale, Fall Out Boy, Tiger JK, Honne, Lil Nas X, Younha, Erykah Badu e Anderson .Paak.
A carreira de RM começou em 2010 ao assinar com a Big Hit Entertainment. Ele passou três anos como trainee na gravadora, elevando suas habilidades com rapper, músico e compositor—ele co-escreveu canções para 2AM e Glam durante essa época—frequentemente compartilhando canções autorais ou covers no SoundCloud, através do blog oficial da gravadora. Ele estreou como membro do BTS, sob o nome artístico Rap Monster, em junho de 2013. Sua primeira canção solo no grupo foi a intro de rap presente no seu extended play (EP) de estreia, O!RUL8,2? (2013), lançada como um trailer no YouTube em agosto daquele ano. Desde então ele lançou mais três faixas solo no repertório do grupo: "Reflection" de Wings (2016), "Trivia: Love" de Love Yourself: Answer (2019) e "Persona" de Map of the Soul: Persona (2019).
Fora dos seus trabalhos com BTS, o rapper lançou sua primeira mixtape, RM, em 2015, sob seu então nome artístico Rap Monster. Três videoclipes foram produzidos para as canções  "Awakening", "Do You" e "Joke", respectivamente. A mixtape nunca foi lançada comercialmente ou disponibilizada em plataformas de streaming. Sua segunda mixtape, Mono (2018), foi o seu primeiro projeto lançado sob seu nome artístico atualizado RM, mudado um ano antes. A estreia de Mono na 26ª posição da Billboard 200 lhe tornou o solista coreano com a maior posição alcançada na história da parada, um recorde que ele manteve até 2020, quando o colega de grupo Suga estreou na 11ª posição com D-2. Quatro anos depois, ele lançou seu álbum de estreia, Indigo. O projeto incluiu colaborações com Badu, Paak, Tablo de Epik High e Youjeen de Cherry Filter, entre outros. O álbum alcançou a terceira posição da Billboard 200, detendo seu recorde novamente e lhe configurando como o primeiro solista coreano na história a alcançar o top cinco da tabela de álbuns dos Estados Unidos.

## Álbuns
| Título                    | Detalhes | Melhores posições nas tabelas | Melhores posições nas tabelas | Melhores posições nas tabelas | Melhores posições nas tabelas | Melhores posições nas tabelas | Melhores posições nas tabelas | Melhores posições nas tabelas | Melhores posições nas tabelas | Melhores posições nas tabelas | Melhores posições nas tabelas | Vendas                                     | Certificações      |
| Título                    | Detalhes | COR                           | AUS                           | CAN                           | JAP Hot                       | HOL                           | NZ                            | SUE                           | UK                            | EUA                           | EUA World                     | Vendas                                     | Certificações      |
| ------------------------- | --- | ----------------------------- | ----------------------------- | ----------------------------- | ----------------------------- | ----------------------------- | ----------------------------- | ----------------------------- | ----------------------------- | ----------------------------- | ----------------------------- | ------------------------------------------ | ------------------ |
| Indigo                    | - Lançamento: 2 de dezembro de 2022 - Gravadora: Big Hit Music - Formato: CD, download digital, streaming, LP   | 2                             | 26                            | 19                            | 4                             | 67                            | 12                            | 55                            | 45                            | 3                             | 1                             | - JAP: 33.258 - COR: 879.620 - EUA: 93.500 | - KMCA: 2× Platina |
| Right Place, Wrong Person | - Lançamento previsto: 24 de maio de 2024 - Gravadora: Big Hit Music - Formato: CD, download digital, streaming | —                             | —                             | —                             | —                             | —                             | —                             | —                             | —                             | —                             | —                             | —                                          | —                  |

## Mixtapes
| Título                                                                                   | Detalhes | Melhores posições nas tabelas | Melhores posições nas tabelas | Melhores posições nas tabelas | Melhores posições nas tabelas | Melhores posições nas tabelas | Melhores posições nas tabelas | Melhores posições nas tabelas | Melhores posições nas tabelas | Melhores posições nas tabelas | Melhores posições nas tabelas | Vendas                            |
| Título                                                                                   | Detalhes | AUS                           | CAN                           | IRL                           | JAP Hot                       | HOL                           | NOR                           | SUE                           | UK Dwn.                       | EUA                           | EUA World                     | Vendas                            |
| ---------------------------------------------------------------------------------------- | --- | ----------------------------- | ----------------------------- | ----------------------------- | ----------------------------- | ----------------------------- | ----------------------------- | ----------------------------- | ----------------------------- | ----------------------------- | ----------------------------- | --------------------------------- |
| RM                                                                                       | - Lançamento: 20 de março de 2015 - Gravadora: Big Hit Entertainment - Formato: Streaming, download digital  | —                             | —                             | —                             | —                             | —                             | —                             | —                             | —                             | —                             | 12                            | —                                 |
| Mono                                                                                     | - Lançamento 23 de outubro de 2018 - Gravadora: Big Hit Entertainment - Formato: Streaming, download digital | 36                            | 22                            | 37                            | 10                            | 29                            | 17                            | 28                            | 2                             | 26                            | 2                             | - JAP: 2.310 (Dig.) - EUA: 16.000 |
| "—" denota um lançamento que não entrou na tabela ou não foi lançado naquele território. | |                               |                               |                               |                               |                               |                               |                               |                               |                               |                               |                                   |

## Singles

### Como artista principal
| Título                                                                                   | Ano  | Melhores posições nas tabelas | Melhores posições nas tabelas | Melhores posições nas tabelas | Melhores posições nas tabelas | Melhores posições nas tabelas | Melhores posições nas tabelas | Melhores posições nas tabelas | Vendas        | Álbum                     |
| Título                                                                                   | Ano  | COR                           | CAN                           | HUN                           | NZ Hot                        | EUA                           | EUA World                     | WW                            | Vendas        | Álbum                     |
| ---------------------------------------------------------------------------------------- | ---- | ----------------------------- | ----------------------------- | ----------------------------- | ----------------------------- | ----------------------------- | ----------------------------- | ----------------------------- | ------------- | ------------------------- |
| "Perfect Christmas" (com Jo Kwon, Lim Jeong-hee, Joo Hee e Jungkook)                     | 2013 | 45                            | —                             | —                             | —                             | —                             | —                             | —                             | - COR: 64.789 | —                         |
| "P.D.D" (com Warren G)                                                                   | 2015 | 74                            | —                             | —                             | —                             | —                             | 9                             | —                             | - COR: 16.675 | —                         |
| "Fantastic" (com part. Mandy Ventrice)                                                   | 2015 | —                             | —                             | —                             | —                             | —                             | —                             | —                             | - COR: 17.345 | —                         |
| "Change" (com Wale)                                                                      | 2017 | —                             | —                             | —                             | —                             | —                             | —                             | —                             | —             | —                         |
| "Forever Rain"                                                                           | 2018 | —                             | —                             | —                             | —                             | —                             | 6                             | —                             | —             | Mono                      |
| "Bicycle"                                                                                | 2021 | —                             | —                             | 36                            | —                             | —                             | 3                             | —                             | —             | —                         |
| "Wild Flower" (com Youjeen)                                                              | 2022 | 49                            | 93                            | 6                             | 9                             | 83                            | 1                             | 35                            | - EUA: 29.000 | Indigo                    |
| "Come Back to Me"                                                                        | 2024 | —                             | —                             | —                             | —                             | —                             | —                             | —                             | —             | Right Place, Wrong Person |
| "—" denota um lançamento que não entrou na tabela ou não foi lançado naquele território. |      |                               |                               |                               |                               |                               |                               |                               |               |                           |

### Como artista participante
| Título                                                                                   | Ano  | Melhores posições nas tabelas | Melhores posições nas tabelas | Melhores posições nas tabelas | Melhores posições nas tabelas | Melhores posições nas tabelas | Melhores posições nas tabelas | Melhores posições nas tabelas |          |           | Vendas                           | Álbum                                |
| Título                                                                                   | Ano  | COR Circle                    | COR Billb.                    | HUN                           | JAP Dig.                      | NZ Hot                        | UK Down.                      | EUA Bub.                      | EUA Dig. | EUA World | Vendas                           | Álbum                                |
| ---------------------------------------------------------------------------------------- | ---- | ----------------------------- | ----------------------------- | ----------------------------- | ----------------------------- | ----------------------------- | ----------------------------- | ----------------------------- | -------- | --------- | -------------------------------- | ------------------------------------ |
| "BuckuBucku" (부끄부끄) (MFBTY com part. de EE, Rap Monster e Dino-J)                    | 2015 | —                             | —                             | —                             | —                             | —                             | —                             | —                             | —        | —         | - COR: 14.686                    | WondaLand                            |
| "U" (Primary com part. de Kwon Jin-ah e Rap Monster)                                     | 2015 | 22                            | —                             | —                             | —                             | —                             | —                             | —                             | —        | —         | - COR: 158.700                   | 2                                    |
| "Gajah" (코끼리) Gaeko com part. de Rap Monster                                          | 2017 | 17                            | —                             | —                             | —                             | —                             | —                             | —                             | —        | —         | - COR: 120.282                   | —                                    |
| "Champion (Remix)" (Fall Out Boy com part. de RM)                                        | 2017 | —                             | —                             | —                             | —                             | —                             | —                             | 18                            | 23       | —         | - EUA: 18.000 - COR: 5.903       | Mania                                |
| "Timeless" (Tiger JK com part. de RM)                                                    | 2018 | —                             | —                             | —                             | —                             | —                             | —                             | —                             | —        | 4         | —                                | Drunken Tiger X: Rebirth of Tiger JK |
| "Crying Over You" Honne com part. de RM e BEKA)                                          | 2019 | —                             | —                             | —                             | —                             | —                             | —                             | —                             | —        | —         | —                                | —                                    |
| "Seoul Town Road" (Old Town Road Remix) Lil Nas X com part. de RM                        | 2019 | —                             | —                             | —                             | —                             | —                             | —                             | —                             | —        | —         | —                                | —                                    |
| "Winter Flower" (Younha com part. de RM)                                                 | 2020 | 48                            | 33                            | 31                            | —                             | —                             | —                             | —                             | 30       | 1         | - EUA: 5.000                     | Unstable Mindset                     |
| "Don't" (eAeon com part. de RM)                                                          | 2021 | —                             | —                             | 5                             | —                             | —                             | —                             | —                             | 34       | 1         | - EUA: 2.900                     | Fragile                              |
| "Sexy Nukim" (Balming Tiger com part. de RM)                                             | 2022 | —                             | —                             | —                             | —                             | 33                            | 60                            | —                             | 30       | 1         |                                  | —                                    |
| "Smoke Sprite" (So-yoon com part. de RM)                                                 | 2023 | —                             | —                             | 39                            | 36                            | —                             | 15                            | —                             | 9        | —         | - JAP: 1.203 (Dig.)              | Episode1: Love                       |
| "Don't Ever Say Love Me" (다시는 사랑한다 말하지 마) (Colde com part. de RM)             | 2023 | —                             | —                             | 29                            | 33                            | —                             | —                             | —                             | 43       | 4         | - JAP: 1.837 (Dig.) - EUA: 2.000 | Love Part 2                          |
| "—" denota um lançamento que não entrou na tabela ou não foi lançado naquele território. |      |                               |                               |                               |                               |                               |                               |                               |          |           |                                  |                                      |

## Músicas que também entraram nos charts
| Título                                                                               | Ano                    | Posição nos charts     | Posição nos charts     | Posição nos charts     | Posição nos charts     | Posição nos charts     | Posição nos charts     | Vendas                     | Álbum                                |
| Título                                                                               | Ano                    | KOR                    | KOR                    | HUN Single             | UK Down.               | EUA                    | EUA                    | Vendas                     | Álbum                                |
| Título                                                                               | Ano                    | Gaon                   | Hot 100                | HUN Single             | UK Down.               | Bub.                   | World                  | Vendas                     | Álbum                                |
| Como artista principal                                                               | Como artista principal | Como artista principal | Como artista principal | Como artista principal | Como artista principal | Como artista principal | Como artista principal | Como artista principal     | Como artista principal               |
| ------------------------------------------------------------------------------------ | ---------------------- | ---------------------- | ---------------------- | ---------------------- | ---------------------- | ---------------------- | ---------------------- | -------------------------- | ------------------------------------ |
| "Reflection"                                                                         | 2016                   | 38                     | —                      | —                      | —                      | —                      | —                      | - KOR: 82,068+             | Wings                                |
| "Trivia 承: Love"                                                                    | 2018                   | 56                     | 8                      | 20                     | 66                     | —                      | 9                      | - EUA: 10,000+             | Love Yourself: Answer                |
| "Seoul"                                                                              | 2018                   | —                      | —                      | —                      | —                      | —                      | 5                      |                            | Mono                                 |
| "Moonchild"                                                                          | 2018                   | —                      | —                      | —                      | —                      | —                      | 8                      |                            | Mono                                 |
| "Badbye" RM com eAeon                                                                | 2018                   | —                      | —                      | —                      | —                      | —                      | 14                     |                            | Mono                                 |
| "Uhgood"                                                                             | 2018                   | —                      | —                      | —                      | —                      | —                      | 13                     |                            | Mono                                 |
| "Everythingoes" RM com Nell                                                          | 2018                   | —                      | —                      | —                      | —                      | —                      | 12                     |                            | Mono                                 |
| "Forever Rain"                                                                       | 2018                   | —                      | —                      | —                      | —                      | —                      | 6                      |                            | Mono                                 |
| Colaborações                                                                         |                        |                        |                        |                        |                        |                        |                        |                            |                                      |
| "Perfect Christmas" com Jo Kwon, Lim Jeong-hee, Joohee, & Jungkook                   | 2013                   | 45                     | —                      | —                      | —                      | —                      | —                      | - KOR: 64,789+             | Singles sem álbum                    |
| "P.D.D" com Warren G                                                                 | 2015                   | 74                     | —                      | —                      | —                      | —                      | 9                      | - KOR: 16,675+             | Singles sem álbum                    |
| Como artista convidado                                                               |                        |                        |                        |                        |                        |                        |                        |                            |                                      |
| "BuckuBucku" (hangul: 부끄부끄) MFBTY com EE, Rap Monster & Dino-J                   | 2015                   | —                      | —                      | —                      | —                      | —                      | —                      | - KOR: 14,686+             | WondaLand                            |
| "U" Primary com Kwon Jin-ah & Rap Monster                                            | 2015                   | 22                     | —                      | —                      | —                      | —                      | —                      | - KOR: 158,700+            | 2                                    |
| "Gajah" (hangul: 코끼리) Gaeko com Rap Monster                                       | 2017                   | 17                     | —                      | —                      | —                      | —                      | —                      | - KOR: 120,282+            | Single sem álbum                     |
| "Champion (Remix)" Fall Out Boy com RM                                               | 2017                   | —                      | —                      | —                      | —                      | 18                     | —                      | - EUA: 18,000 - KOR: 5,903 | Mania                                |
| "Timeless" Tiger JK com RM                                                           | 2018                   | —                      | —                      | —                      | —                      | —                      | 4                      |                            | Drunken Tiger X: Rebirth of Tiger JK |
| Aparições em trilhas sonoras                                                         |                        |                        |                        |                        |                        |                        |                        |                            |                                      |
| "Fantastic" com Mandy Ventrice                                                       | 2015                   | —                      | —                      | —                      | —                      | —                      | —                      | - KOR: 17,345+             | Fantastic Four                       |
| "—" mostra lançamentos que não entraram no chart ou não foram lançados nessa região. |                        |                        |                        |                        |                        |                        |                        |                            |                                      |

## Outras músicas
| Ano  | Título             | Formato                     | Outras notas      | Ref.    |
| ---- | ------------------ | --------------------------- | ----------------- | ------- |
| 2012 | "Rap Monster"      | Download digital, streaming | —                 | [ 87 ]  |
| 2013 | "Where U At"       | Download digital, streaming | —                 | [ 88 ]  |
| 2013 | "Favorite Girl"    | Download digital, streaming | —                 | [ 89 ]  |
| 2013 | "Like a Star"      | Download digital, streaming | com Jungkook      | [ 90 ]  |
| 2013 | "Adult Child"      | Download digital, streaming | com Suga & Jin    | [ 91 ]  |
| 2013 | "Something"        | Download digital, streaming | —                 | [ 92 ]  |
| 2014 | "Too Much"         | Download digital, streaming | —                 | [ 93 ]  |
| 2014 | "Monterlude"       | Download digital, streaming | —                 | [ 94 ]  |
| 2014 | "RM Cyper Ruff"    | Download digital, streaming | —                 | [ 95 ]  |
| 2015 | "Unpack Your Bags" | Download digital, streaming | com DJ Soulscape  | [ 96 ]  |
| 2016 | "I Know"           | Download digital, streaming | com Jungkook      | [ 97 ]  |
| 2017 | "Always"           | Download digital, streaming | —                 | [ 98 ]  |
| 2017 | "4 O'clock"        | Download digital, streaming | com V             | [ 99 ]  |
| 2018 | "땡 (Ddaeng)"      | Download digital, streaming | com Suga & J-Hope | [ 100 ] |

## Outras aparições
| Ano  | Títullo             | Artista(s)                                                              | Álbum            | Ref.    |
| ---- | ------------------- | ----------------------------------------------------------------------- | ---------------- | ------- |
| 2015 | "ProMeTheUs" (튀겨) | Yankie com Dok2, Juvie Train, Double K, Rap Monster, Topbob & Don Mills | Andre            | [ 101 ] |
| 2017 | "Change"            | Rap Monster & Wale                                                      | Single sem álbum | [ 102 ] |

## MV's
| Ano                    | Título              | Duração | Diretor(es)                       | Nota                                                        | Ref     |
| ---------------------- | ------------------- | ------- | --------------------------------- | ----------------------------------------------------------- | ------- |
| 2013                   | "Perfect Christmas" | 3:45    | Desconhecido                      | com Jungkook, Jo Kwon, Lim Jeong-hee, & Jo Hee (8eight)     | [ 103 ] |
| 2015                   | "Do You"            | 3:08    | Woogie Kim (GDW)                  |                                                             | [ 104 ] |
| 2015                   | "Awakening"         | 2:40    | Desconhecido                      |                                                             | [ 104 ] |
| 2015                   | "Joke"              | 3:19    | Desconhecido                      |                                                             | [ 104 ] |
| 2015                   | "P.D.D"             | 4:18    | Desconhecido                      | com Warren G                                                | [ 103 ] |
| 2015                   | "Fantastic"         | 3:56    | Desconhecido                      | com participação de Mandy Ventrice                          | [ 105 ] |
| 2017                   | "Change"            | 4:49    | Beomjin (VM Project Architecture) | com Wale                                                    | [ 106 ] |
| 2018                   | "forever rain"      | 4:28    | Choi Jaehoon                      | Animação                                                    | [ 107 ] |
| 2018                   | "seoul"             | 4:33    | YongSeok Choi (Lumpens)           | Vídeo lírico                                                | [ 108 ] |
| 2018                   | "moonchild"         | 3:38    | YongSeok Choi (Lumpens)           | Vídeo lírico                                                | [ 109 ] |
| Como artista convidado |                     |         |                                   |                                                             |         |
| 2015                   | "BuckuBucku"        | 4:19    | Desconhecido                      | com MFBTY, EE, Dino J                                       | [ 103 ] |
| 2015                   | "ProMeTheUs (튀겨)" | 6:34    | Desconhecido                      | com Yankie, Dok2, Juvie Train, Double K, Top Bob, Don Mills | [ 110 ] |
| 2017                   | "Gajah (코끼리)"    | 4:21    | Desconhecido                      | com Gaeko                                                   | [ 111 ] |
| 2018                   | "Timeless"          | 3:35    | Desconhecido                      | com Drunken Tiger                                           | [ 112 ] |